# Stefan Szumowski
Stefan Szumowski (ur. 1902, zm. 1971) – polski dyplomata.

## Życiorys
Po zakończeniu II wojny światowej był pierwszym przedstawicielem dyplomatycznym w ambasadzie Polski Ludowej w Helsinkach (Finlandia) w charakterze posła od 31 stycznia 1946 do 12 marca 1947. Od 1947 do 1951 był przedstawicielem dyplomatycznym PRL w ambasadzie w Buenos Aires (Argentyna).
Był mężem pisarki Marii z Orzeszkowskich h. Korab (1918–1985).

## Ordery i dznaczenia
- Krzyż Oficerski Orderu Odrodzenia Polski (19 lipca 1946)[4]